# Myrosia
Myrosia är ett släkte av tvåvingar som beskrevs av Risto Kalevi Tuomikoski 1966. Myrosia ingår i familjen svampmyggor.
Släktet innehåller bara arten Myrosia maculosa.